# تشيسلي ويليام كارتر
تشيسلي ويليام كارتر هو سياسي كندي، ولد في 29 يوليو 1902 في Pass Island, Newfoundland and Labrador ‏ في كندا، وتوفي في 14 يناير 1994. نشط حزبياً في الحزب الليبرالي الكندي. وقد انتخب عضو مجلس الشيوخ الكندي ‏ وانتخب عضو مجلس العموم الكندي.